# Cauci
 (juillet 2008).
Si vous disposez d'ouvrages ou d'articles de référence ou si vous connaissez des sites web de qualité traitant du thème abordé ici, merci de compléter l'article en donnant les références utiles à sa vérifiabilité et en les liant à la section « Notes et références ».

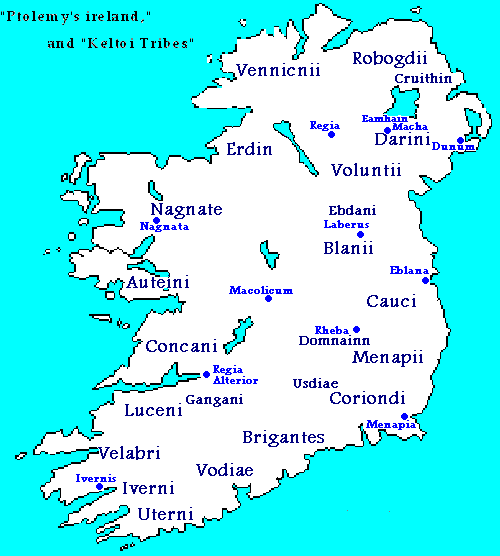
L'Irlande et ses peuples selon Ptolémée.

Les Cauci sont un peuple celte de l'Est de l'Irlande cité par Ptolémée (IIe siècle). Ils vivaient dans l'actuel comté de Kildare.
Les Cauci pourraient être apparentés aux Chauques (Chauci en latin), comme leurs voisins Menapii avec leurs homonymes belges Menapiens ou Menapii.  